# Zakaria Tamer
Pour les articles homonymes, voir Tamer.
Zakaria Tamer (arabe : زكريا تامر) né le 2 janvier 1931 à Damas, est un journaliste et auteur de nouvelles syrien, ainsi que le premier auteur d'histoires pour enfants en arabe. Il a aussi travaillé comme journaliste indépendant, et pratiqué l'écriture satirique dans les journaux.

## Biographie

### Jeunesse et débuts littéraires
Zakaria Tamer est né en 1931 dans le district Al-Basha de Damas. Il a été forcé de quitter l'école en 1944, à l'âge de treize ans pour aider sa famille. Il a été apprenti chez un serrurier forgeron et a travaillé dans une usine dans le quartier Al-Basha de Damas. Dans le même temps, il a passé de nombreuses heures à lire, s'intéressant à la politique et son contact avec les intellectuels l'a encouragé à suivre des cours du soir. Il dévore les livres et, comme il l'a déclaré plus tard dans une interview, « pour créer une voix qui [il] n'avait pas été en mesure de trouver », son intention est de représenter dans ses écrits les plus pauvres des Syriens. 
Il a commencé sa carrière littéraire en 1957, en publiant quelques articles dans des revues syriennes. Son premier manuscrit a été remarqué par Yusuf al-Khal, un poète, critique et éditeur de la revue Shi'r (Poésie), alors berceau de la poésie arabe moderne. La prose poétique de ces histoires est tellement différent de tout ce qui s'écrivait alors en arabe qu'Al-Khal a décidé de le publier. Ce fut sa première collection d'histoires courtes intitulée Les hennissements de la Blanche Steed. Cette collection a attiré l'attention et lui a apporté une reconnaissance croissante des lecteurs et des critiques.

### 1960-1981
Fort du bon accueil fait à son premier recueil, Zakaria Tamer a poursuivi son activité littéraire. Il a quitté son emploi de forgeron et a entrepris une nouvelle carrière, en tant que fonctionnaire du gouvernement, ainsi que rédacteur en chef de plusieurs journaux, parmi lesquels les périodiques culturels Al Mawqif al-Adabi, et Al Marifah. Sous la conduite de Mumtaz Al Bahra, il participe à la fondation, à Damas, de la revue pour enfants Usamah, avec Saadallah Wannous. 
Il a joué un rôle dans la création de l'Union des écrivains syriens, en 1968. Il a été élu membre du bureau exécutif, responsable de l'édition et l'impression, et a été vice-président de l'Union pour quatre ans. 
En 1980, il est licencié du périodique du le ministère syrien de la Culture intitulé Al-Marifah, à la suite de la publication d'extraits du livre Tabai al istibadad (Les caractéristiques du despotisme, 1900) d'Abd al-Rahman al-Kawakibi dans lequel l'auteur dénonce la tyrannie et milite pour la liberté. À la suite de son licenciement, il a décidé de quitter la Syrie pour s'installer à Londres.

### Années 1980
L'intérêt pour les œuvres de Tamer n'a pas diminué après son immigration en Grande-Bretagne. Au cours de l'année 2000, la revue littéraire syrienne al-al-Mawqif Adabi a publié dans un numéro spécial cinq articles concernant les œuvres de fiction de Zakaria Tamer. L'un d'eux est un texte de Najm Abdallah Kaim sur le style des œuvres de Tamer, qui souligne l'économie de mot et l'ambiguïté de la langue dans laquelle il s'exprime. Un autre érudit, Nadiya Khoust, prend note de la psychologie qui sous-tend l'étrange paradoxe des situations décrites dans les histoires de Tamer qui mêle farce et tragédie, humour et sérieux. 
Entre 1981 et 1982, Tamer a été rédacteur en chef de la revue Al Dustoor, puis du magazine Al (1983-1988), avant de devenir directeur de la rédaction du magazine Naqid Al (1988-1993) et rédacteur en chef et responsable de la culture dans la maison d'édition Riyad Al Rayes Publishing House. Il a également écrit pour divers journaux et périodiques publiés à Londres, dont Al-Qods Al-Arabi. 

## Citation
« Nous nous trompons si nous pensons qu'une œuvre littéraire écrite et publiée dans un pays où 70 pour cent de la population est analphabète, peut changer la vie politique et sociale du pays .. c'est à l'organisation politique et non pas .. à la littérature romantique .. de changer la situation actuelle. »

## Récompenses
- 2001: Sultan Bin Ali Al Owais Cultural Foundation: Prix des Histoires Novels & Drama[10]
- 2002: décoré de l'Ordre du Mérite syrien[11]
- 2009: Lauréat du Blue Metroplis, prix littéraire international de Montréal[12]

## Œuvres
Ses volumes d'histoires courtes rappellent les récits traditionnels, et sont réputés pour leur relative simplicité, et pour la complexité que recèlent les nombreuses références implicites. Ils sont souvent tranchants et constituent une souvent une protestation surréaliste contre l'oppression politique ou sociale. La plupart des histoires de Zakaria Tamer traitent de l'inhumanité des gens face aux autres, l'oppression des pauvres par les riches et des faibles par les forts. Les problèmes politiques et sociaux de son pays et du monde arabe sont consignés dans les récits et les croquis satiriques dans le style typique de son écriture. D'un style léger et souvent humoristique pour ne pas dire carrément tragi-comique, ses nouvelles rappellent le style de Jahiz, le père de la nouvelle arabe en particulier le Livre des avares qui date du IXe siècle, mais aussi de Badi' al-Zamān al-Hamadāni et ses maqamat datant du Xe siècle.
Ses premiers récits ont été publiés en 1957. Depuis, il a publié onze recueils de nouvelles, deux collections d'articles satiriques et de nombreux livres pour enfants. Ses œuvres ont été traduites en plusieurs langues, avec deux collections en anglais, sur les Tigres de la dixième journée (traduit par Denys Johnson-Davies, Quatuor 1985) et Breaking Knees, paru en juin 2008.
En 2009, il a remporté le Blue Metroplis, prix littéraire international de Montréal.
À ce jour, il a publié onze recueils de contes, de deux collections d'articles satiriques et des dizaines de livres pour enfants. 

### Principaux ouvrages
Recueils d'histoires courtes
- Les Hennissements de la White Steed (1960) صهيل الجواد الابيض Sahil al-Jawad al-Abyad
- Printemps dans les cendres, (1963) ربيع في الرماد Rabi ʿ fî l-Ramad
- Le Thunder, (1970) الرعد Ar-Ra d ʿ
- Damas Fire, (1973) دمشق الحرائق Dimashq al-Ḥarāiq
- Tigers, le dixième jour, (1978) النمور في اليوم العاشر al-Numūr fî l-Yawm al-ʿ Ashir
- Noah's sommation, (1994), نداء نوح Nida Nuh
- We Shall Laugh, (1998) سنضحك Sanaḍḥak
- SI!, (1998) أف!
- Sour Grapes, (2000) الحصرم Al-Ḥiṣrim
- Breaking Knees, (2002) تكسير ركب Taksīr Rukab
- The Hedgehog, (2005) القنفذ Al-Qunfuḏ

Recueils d'articles satiriques
- Glories, les Arabes, les Glories, (1986) Ya arabe Amjad Amjad
- Les Victimes de la satire de son Killer, (2003)

Autres
- Pourquoi la rivière Fell Silent, (1973) لماذا سكت النهر Limāḏā Sakata al-Nahr
- La Fleur à la Spoke Bird, (1978) قالت الوردة للسنونو Qālit al-Warda Lilsununu

Traduction
Breaking Knees, (2008), traduit par Ibrahim Muhawi (Reading, Royaume-Uni: Garnet Publishing) 
Articles de journaux
- 1989-1994, Al-Quds Al-Arabi, a écrit des articles pour le quotidien Al-Quds Al-Arabi, Londres
- 2002, journal Azzaman
- 2006, le journal Al Tawra (Révolution)

### Activité de rédacteur
- 1960-1963, Éditions des écrivains et à la Syrie département Ministère de la Culture
- 1963-1965, l'éditeur des hebdomadaires Al Mawqef Al Arabi, la Syrie
- 1965-1966, scénariste pour la télévision Jeddah, KSA
- 1967, a commencé son travail au ministère de l'Information en Syrie
- 1967-1970, chef du Département d'art dramatique à la télévision syrienne
- 1970-1971, rédacteur en chef du magazine Rafi enfants, de la Syrie
- 1972-1975, rédacteur en chef d'Al Mawqef Al Adabi magazine, de la Syrie
- 1975-1977, rédacteur en chef du magazine Osama enfants, de la Syrie
- 1978-1980, rédacteur en chef du magazine Al Ma'arifa, Syrie
- 1980-1981, de la Syrie du ministère de la Culture
- 1981-1982, directeur de la publication du magazine Al Dustoor, Londres
- 1983-1988, de la Culture de l'éditeur de la revue Al Tadhamon, Londres
- 1988-1993, directeur de la publication du magazine Al Naqid éditeur et de la culture à Riyad Al Rayes Publishing House, Londres